# Urbanización La Rosa
La Urbanización La Rosa es uno de los sectores que forman la ciudad de Cabimas en el estado Zulia, Venezuela. No debe confundirse con el Barrio la Rosa ubicado en la parroquia La Rosa, el descrito aquí pertenece a la parroquia Ambrosio.

## Ubicación
La Rosa se encuentra entre Las 40's y Las 50's al norte (av Principal las 40's), Punta Icotea al sur (calle el Rosario), Ambrosio (Cabimas) al oeste y las 40's y Punta Icotea al este (calle Chile).

## Zona residencial
La Urbanización la Rosa son las casas construidas para los gerentes de las antiguas petroleras (Venezuelan Oil Concessions y posteriormente Creole Petroleum Corporation) en la calle Chile y otras calles. Son casas de madera de 2 plantas y junto a las de "La Colonia Inglesa" (ver Punta Icotea) son las últimas casas de madera de Cabimas. Frente a las casas originales fue sembrado un camino de árboles de Acacia que todavía sobrevive. En el sector se encuentra la sede del Ministerio de Energía y Minas de Cabimas, actualmente llamado Ministerio del Poder Popular para el Petróleo.

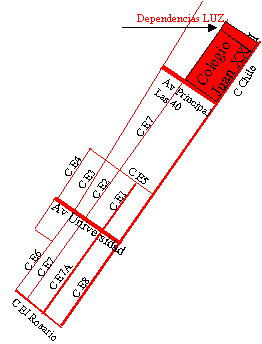
Mapa.

## Vialidad y transporte
Por una parte del sector pasan los carros de las 40's (entre la av Universidad y la av Principal las 40's). Los carros de H y Delicias pasan por la calle Chile. La Av Universidad es la más ancha de Cabimas, aunque es una vía corta entre la av Andrés Bello y la carretera H, se encuentra en muy buen estado y luce un aviso con un verso de la gaita Punta Icotea "Cabimas es un santuario de tantos recuerdos míos". Las calles de la Urb La Rosa se llaman E-1, E-2, E-3 y hasta E-7, según la nomenclatura establecida. Solo tiene 4 cuadras de ancho las demás calles hasta la Av Andrés Bello son del sector Ambrosio. La Rosa llega hasta la calle El Rosario frente a la cuadra conocida como "La Colonia Inglesa", llamada así por haber sido fundada y estar habitada por trinitarios que hablan inglés, es un patrimonio histórico de Cabimas pues junto a las casas de La Rosa son la última muestra de las casas de madera.

## Sitios de Referencia
- Plaza Antonio Basilio Borjas. Calle el Rosario. Plaza en honor al prócer cabimero de la guerra de independencia.